# (46647) 1995 QP3
1995 كيو بي 3 (ويعرف أيضًا باسم (46647) 1995 كيو بي 3 وفق تسمية الكوكب الصغير) (بالإنجليزية: 1995 QP3)‏ هو كويكب ضمن حزام الكويكبات؛ وترتيبه 46647 من حيث الاكتشاف.
اكتُشف هذا الجُرم الفلكي بواسطة تاكيشي أوراتا ‏ في 28 أغسطس 1995.

## وصلات خارجية
- (46647) 1995 QP3 في قاعدة بيانات مختبر الدفع النفاث لأجرام النظام الشمسي الصغيرة

- الاكتشاف · مخطط المدار ·  العناصر المدارية · المعلمات المادية

- (46647) 1995 QP3 على موقع ويكي سكاي: DSS2, SDSS, GALEX, IRAS, Hydrogen α, X-Ray, Astrophoto, Sky Map, Articles and images